# شهرداری چیموره
شهرداری چیموره (به اسپانیایی: Chimoré) یک شهرداری در بولیوی است که در استان کاراسکو واقع شده‌است. شهرداری چیموره ۱۵٬۲۶۴ نفر جمعیت دارد و ۲۲۰ متر بالاتر از سطح دریا واقع شده‌است.